# Jorrit
Der Name Jorrit (auch manchmal Jorit) ist eine friesische Form des deutschen Namens Eberhard. Es ist ein männlicher Vorname und ist ein eher in den Niederlanden verbreiteter Name.

## Bekannte Namensträger
- Jorrit Bergsma (* 1986), niederländischer Eisschnellläufer
- Jorrit Dijkstra (* 1966), niederländischer Jazz-Saxophonist
- Jorrit de Ruiter (* 1986), niederländischer Badmintonspieler